# Конденсаторна установка

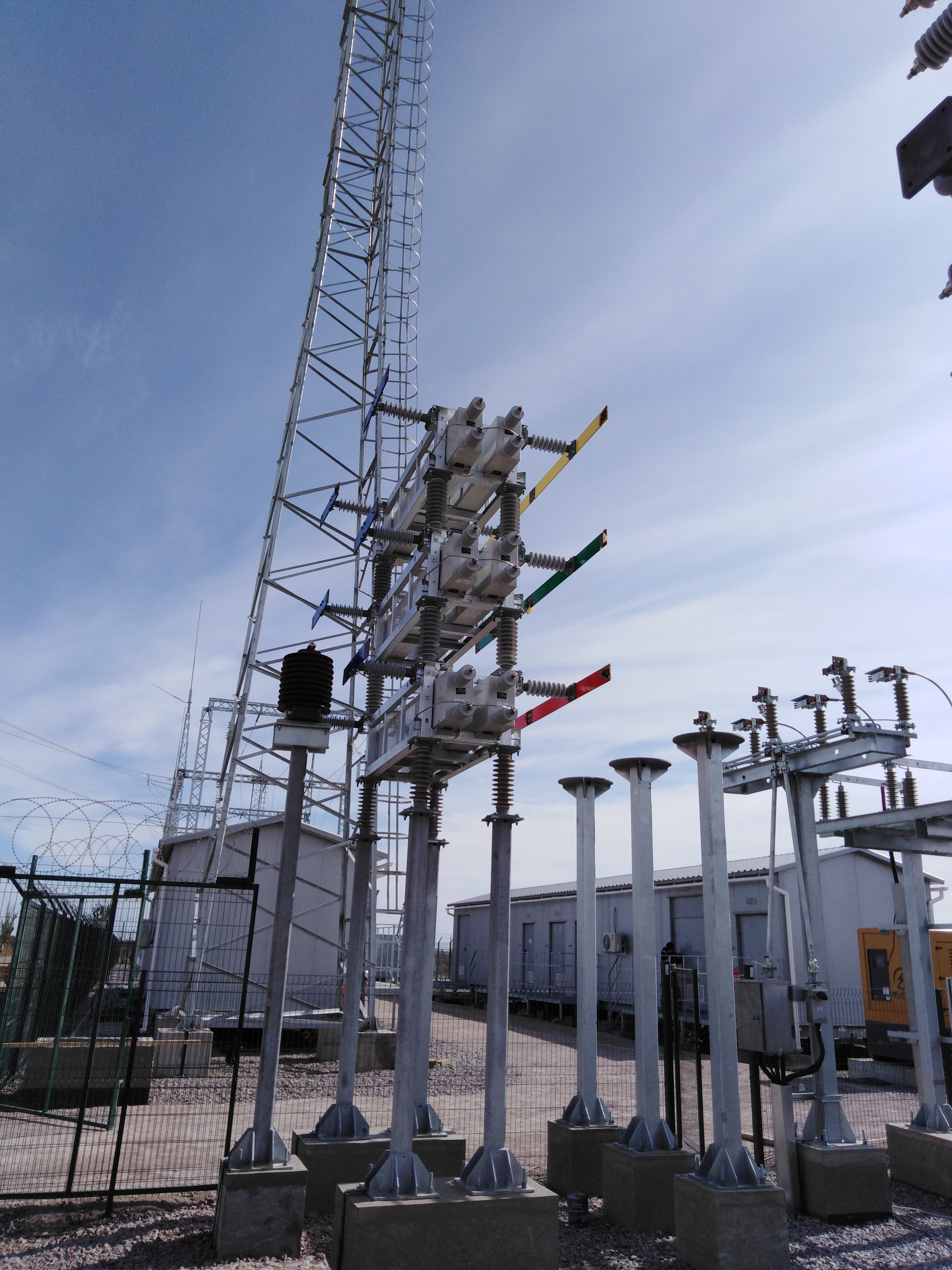
Встановлення БСК на ВРУ 35 кВ Орлівської ВЕС. 2019

Конденса́торна устано́вка — електроустановка, що складається з конденсаторів, допоміжного електроустаткування (вимикачів, роз'єднувачів, розрядних резисторів, пристроїв регулювання, захисту тощо), що належать до них, та ошиновки.
Конденсаторна установка може складатися з однієї чи декількох конденсаторних батарей або з одного або декількох окремо встановлених одиничних конденсаторів, приєднаних до мережі через комутаційні апарати.

## Основні визначення
Конденсаторною батареєю називається група одиничних конденсаторів, електрично з'єднаних між собою.
Одиничним конденсатором називається конструктивне з'єднання одного або декількох конденсаторних елементів у загальному корпусі із зовнішніми виводами.
Термін «конденсатор» використовується тоді, коли немає необхідності підкреслювати різні значення термінів «одиничний конденсатор» і «конденсаторна батарея».
Конденсаторним елементом (секцією) називається неподільна частина конденсатора, що складається зі струмопровідних обкладок (електродів), розділених діелектриком.
Послідовним рядом у разі паралельно-послідовного з'єднання конденсаторів у фазі батареї називається частина батареї, що складається з паралельно увімкнених конденсаторів.

## Вибір
Конденсаторні установки можна приєднувати до мережі через окремий апарат, призначений для увімкнення і вимкнення тільки конденсаторів, або через загальний апарат із силовим трансформатором, асинхронним електродвигуном чи іншим електроприймачем. Ці схеми можна застосовувати за будь-якої напруги конденсаторної установки.
Конденсаторні батареї на напругу, вищу ніж 10 кВ, складаються з однофазних конденсаторів шляхом їх паралельно-послідовного з'єднання. Число послідовних рядів конденсаторів вибирається так, щоб у нормальних режимах роботи струмове навантаження на конденсатори не перевищувало номінального значення. Число конденсаторів у ряді має бути таким, щоб у разі вимкнення одного з них через перегорання запобіжника напруга на решті конденсаторах ряду не перевищувала 110% номінальної.
Конденсаторні батареї на напругу 10 кВ і нижчу треба складати, як правило, з конденсаторів із номінальною напругою, яка дорівнює номінальній напрузі мережі. При цьому допускається тривала робота одиничних конденсаторів з напругою, не більшою ніж 110% від номінальної.
У трифазних батареях однофазні конденсатори з'єднуються в трикутник або зірку. Може застосовуватися також послідовне або паралельно-послідовне з'єднання однофазних конденсаторів у кожній фазі трифазної батареї.
Під час вибору вимикача конденсаторної батареї слід враховувати наявність паралельно увімкнених (наприклад, на загальні шини) конденсаторних батарей. За необхідності треба виконувати пристрої, що забезпечують зниження стрибків струму в момент вмикання батареї.
Роз'єднувач конденсаторної батареї повинен мати заземлювальні ножі з боку батареї, що блокуються зі своїм роз'єднувачем. Роз'єднувачі конденсаторної батареї мають блокуватися з вимикачем батареї.
Конденсатори повинні мати розрядні пристрої.
Одиничні конденсатори для конденсаторних батарей рекомендовано застосовувати із вбудованими розрядними резисторами. Допускається встановлювати конденсатори без вбудованих розрядних резисторів, якщо на виводи одиничного конденсатора або послідовного ряду конденсаторів постійно підключено розрядний пристрій. Розрядні пристрої можуть не встановлюватися на батареях до 1 кВ, якщо вони приєднані до мережі через трансформатор і між батареєю та трансформатором відсутні комутаційні апарати.
Як розрядні пристрої можуть застосовуватися:
- трансформатори напруги або пристрої з активно-індуктивним опором для конденсаторних установок понад 1 кВ;
- пристрої з активним або активно-індуктивним опором для конденсаторних установок до 1 кВ.

Для досягнення найбільш економічного режиму роботи електричних мереж зі змінним графіком реактивного навантаження слід застосовувати автоматичне регулювання потужності конденсаторної установки шляхом увімкнення і вимкнення її в цілому або окремих її частин.
Апарати і струмопровідні частини в колі конденсаторної батареї мають допускати тривале проходження струму, що становить 130% від номінального струму батареї.

## Захист
Конденсаторні установки в цілому повинні мати захист від струмів К3, що діє на вимкнення без витримки часу. Захист має бути відрегульованим від струмів увімкнення установки і стрибків струму за перенапруг.
Конденсаторна установка в цілому повинна мати захист від підвищення напруги, що вимикає батарею в разі підвищення значення діючої напруги понад допустиме. Вимкнення установки слід проводити з витримкою часу 3-5 хв. Повторне увімкнення конденсаторної установки допускається після зниження напруги в мережі до номінальноrо значення, але не раніше ніж через 5 хв після її вимкнення. Захист не потрібний, якщо батарею вибрано з урахуванням максимального можливого значення напруги кола, тобто так, що за підвищення напруги до одиничного конденсатора не може бути тривало прикладено напругу понад 110% номінальної.
У випадках, коли можливе перевантаження конденсаторів струмами вищих гармонік, має бути передбачено релейний захист, що вимикає конденсаторну установку з витримкою часу за діючого значення струму для одиничних конденсаторів, що перевищує 130% номінального.
Для конденсаторної батареї, що має дві або більше паралельні гілки, рекомендовано застосовувати захист, який спрацьовує в разі порушення рівності струмів гілок.
На батареях із паралельно-послідовним увімкненням конденсаторів кожен конденсатор вище 1,05 кВ має бути захищений зовнішнім запобіжником, що спрацьовує в разі пробою конденсатора. Конденсатори 1,05 кВ і нижче повинні мати вбудовані всередину корпусу плавкі запобіжники по одному на кожну секцію, що спрацьовують у разі пробою секції.
На батареях, зібраних за схемою електричних з'єднань з декількома секціями, слід застосовувати захист кожної секції від струмів КЗ незалежно від захисту конденсаторної установки в цілому. Такий захист секції не обов'язковий, якщо кожен одиничний конденсатор захищено окремим зовнішнім або вбудованим запобіжником. 3ахист секції має забезпечувати її надійне вимкнення за найменших і найбільших значень струму КЗ в даній точці мережі.
Схему електричних з'єднань конденсаторних батарей і запобіжники треба вибирати такими, щоб пошкодження ізоляції окремих конденсаторів не призводило до руйнування їх корпусів, підвищення напруги вище тривало допустимої на конденсаторах, що залишилися в роботі, та вимкнення батареї в цілому.
Для захисту конденсаторів понад 1 кВ слід застосовувати запобіжники, що обмежують значення струму КЗ. Зовнішні запобіжники конденсаторів повинні мати покажчики їх перегорання.